# Odynerus carinulatus
Odynerus carinulatus är en stekelart som beskrevs av Henri Saussure 1856. Odynerus carinulatus ingår i släktet lergetingar, och familjen Eumenidae. Inga underarter finns listade i Catalogue of Life.